# Anna Sedokova
Anna Sedokova (Kiev, 16 de dezembro de 1982) é uma cantora e atriz ucraniana. Pertencia à banda Nu Virgos (VIA Gra), tendo sido substituída por Svetlana Loboda.
A partir de 2006, Sedokova lançou-se sob o pseudónimo 'Annabell'.

## Discografia
- Como membro da banda Via Gra
  - 2003: Stop! Cut!
  - 2003: Biologiya
  - 2004: Stop! Stop! Stop!
- a solo
  - 2006: My Heart
  - 2007: The Best Girl
  - 2008: Get used to it
  - 2010: Cold Heart (com Dzhiganom)
  - 2010: Drama
  - 2010: Jealousy
  - 2011: Cosmos